# Michal Votroubek
Michal Votroubek (* 18. října 1981 Vysoké Mýto) je motokrosový jezdec. Nyní bydlí v obci Čermná nad Orlicí. Jezdí na motocyklu značky Yamaha o kubatuře 125 cm³.
Mezi jeho největší úspěchy patří titul MEZ mistr ČR supercross 125 cm³. Několikrát vyhrál závody IMBA – ve Francii, Velké Británii a dalších.